# La Répétition à l'orgue
 (août 2014).
Si vous disposez d'ouvrages ou d'articles de référence ou si vous connaissez des sites web de qualité traitant du thème abordé ici, merci de compléter l'article en donnant les références utiles à sa vérifiabilité et en les liant à la section « Notes et références ».
La Répétition à l'orgue est un tableau peint en 1887 par Henry Lerolle. Il mesure 256 cm de hauteur sur 362 cm de longueur. Il est conservé au Metropolitan Museum of Art à New York.
L’admiration de Lerolle pour les peintres hollandais du XVIIe siècle est  perceptible
dans cette œuvre où on retrouve la qualité de la lumière ainsi que l’atmosphère paisible et sereine des toiles de Vermeer.
L’effet d’intimité est renforcé par le point de vue et l'utilisation par l'artiste d'une
couleur terre de Sienne rebattue de blanc qui crée une harmonie naturelle avec des effets voisins du camaïeu.
La figure de la femme assise, une partition sur les genoux, est vraisemblablement celle de sa femme, Madeleine Escudier, posant entre ses deux sœurs.
La scène se passe à la tribune du grand orgue de l'église Saint-François-Xavier à Paris.

## La version de Stockholm

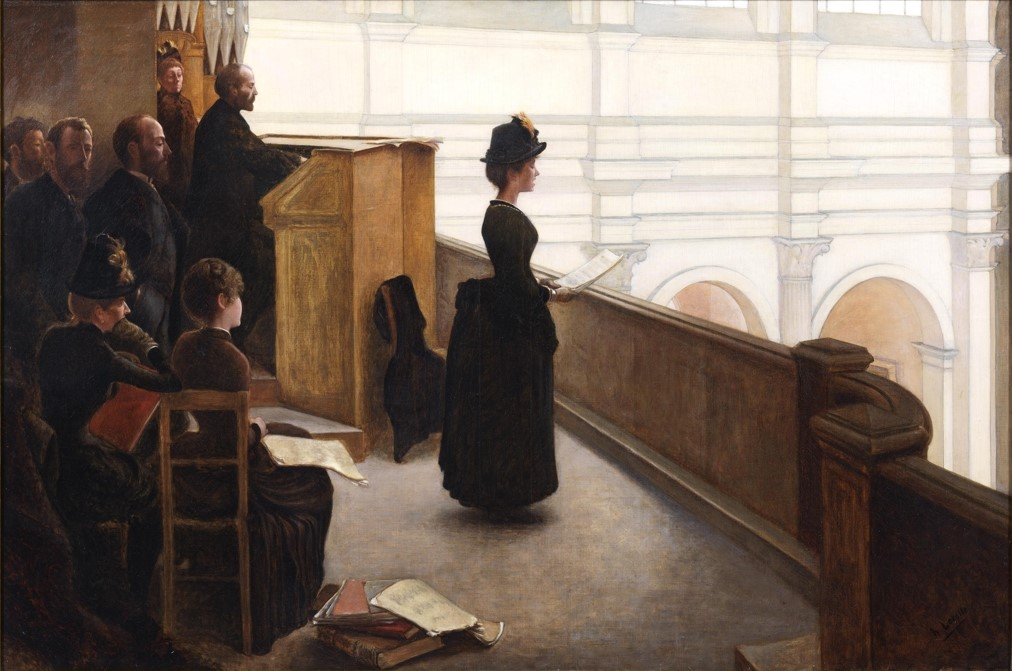
La version de Stockholm.

Une version légèrement plus petite (123,8 x 174 cm) se trouve au Nationalmuseum de Stockholm. Elle date d'environ 1885.